# 阿蘇埃羅山脈
阿蘇埃羅山脈（西班牙語：Cordillera Occidental de Azuero），是巴拿馬的山脈，位於該國西南部阿蘇埃羅半島，橫跨埃雷拉省、洛斯桑托斯省和馬里亞托區，最高點海拔高度1,569米。